# Baie de San Pedro (Californie)
Pour les articles homonymes, voir Baie de San Pedro.

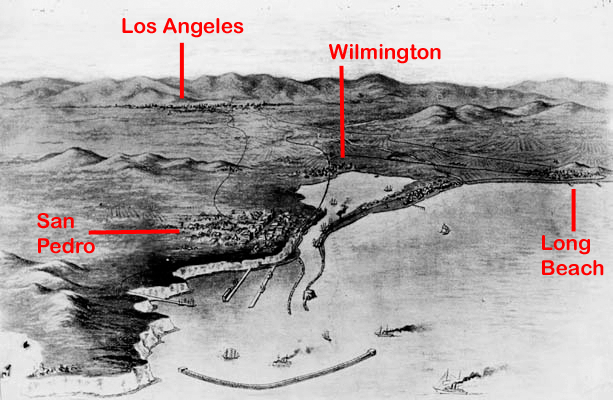
La baie de San Pedro en 1900.

La baie de San Pedro est une baie située en Californie du Sud, dans l'océan Pacifique. C'est le site des ports de Los Angeles et de Long Beach, qui forment ensemble le cinquième complexe portuaire du monde, derrière les ports de Shanghai, Singapour, Hong Kong et Shenzhen. La plus grande partie de la baie a entre dix et vingt mètres de profondeur. 
La baie compte plusieurs îles, dont Terminal Island, aujourd'hui semi-artificielle, et Mormon Island. Quatre îles totalement artificielles contenant des puits de pétrole sont éparpillées autour de la baie près de Long Beach : ce sont les Oil Islands Freeman, Grissom, White, et Chaffee, nommées en l'honneur de Theodore Freeman, le premier astronaute de la NASA à être décédé durant un vol, et de Virgil Grissom, Edward White, et Roger B. Chaffee, qui furent tués par un feu durant la mission Apollo 1.